# Monanthochloe
Monanthochloe Engelm. é um género botânico pertencente à família Poaceae.

## Sinônimo
- Halochloa Griseb. (SUH)